# DrMaster
DrMaster（ドクターマスター）は、アメリカ合衆国の漫画出版社。
この会社は元々漫画の印刷会社として創業されたが、ComicsOneが持つライセンスを引き継いだ後、出版事業に参入した。

## 日本の漫画
- カテゴリ：フリークス
- DARK EDGE
- 女子高生
- あかてん☆ヒーロー!
- こはるびより
- 無限のリヴァイアス
- 鉄鍋のジャン!
- 紅
- JUNK -RECORD OF THE LAST HERO-
- おねがい☆ツインズ
- トリコロ
- 宇宙のステルヴィア
- 月姫

## 小説
- ジャンクフォース
- おねがい☆ツインズ
- ラーゼフォン